# Robert Alda
Robert Alda (Nova Iorque, 26 de fevereiro de 1914 – Londres, 3 de maio de 1986), nome artístico de Alfonso Giuseppe Giovanni Roberto D'Abruzzo, foi um ator estadunidense. Era pai de Alan Alda.

## Vida e carreira

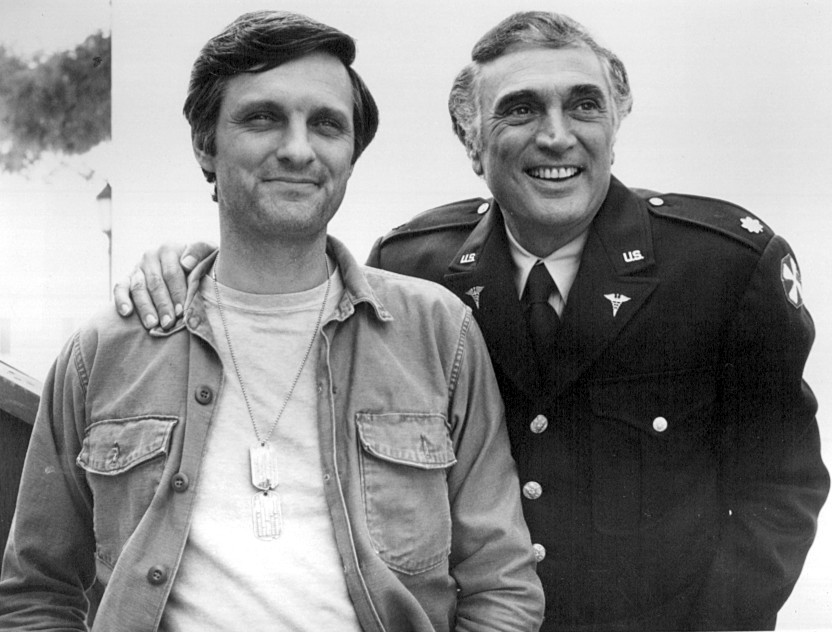
Alan e Robert Alda atuaram juntos em M*A*S*H

Robert Alda nasceu e cresceu em Nova Iorque, filho de Frances (Tumillo) e Anthony D'Abruzzo, um barbeiro. Se formou  na Escola Secundária Stuyvesant em 1930. Foi cantor e dançarino de vaudeville após ganhar um concurso de talentos. Ficou conhecido por interpretar George Gershwin no filme biográfico Rhapsody in Blue (1945) e também um agente de talentos no drama de Douglas Sirk chamado Imitation of Life (1959). Foi bem-sucedido na Broadway, estrelando Guys and Dolls (1950), trabalho pelo qual ganhou o Prêmio Tony. Também brilhou em What Makes Sammy Run? (1964).
Alda se mudou para a Itália nos anos de 1960 e apareceu em muitos filmes europeus por vinte anos, embora tenha voltado a filmar nos Estados Unidos em 1969 (The Girl Who Knew Too Much).
A primeira esposa de Alda, mãe de Alan Alda, foi Joan Brown. Alda foi casado uma segunda vez, com Flora Martino, até o seu falecimento.
Alda foi duas vezes convidado especial na série estrelada pelo seu filho chamada M*A*S*H: nos episódios "The Consultant" e "Lend a Hand". No último episódio apareceu também seu filho mais novo (com a segunda esposa), Antony Alda.
Alda morreu de AVC motivado por uma embolia em 3 de maio de 1986, aos 72 anos de idade. Encontra-se sepultado no Forest Lawn Memorial Park, Glendale, Los Angeles, nos Estados Unidos.

## Broadway
- The Front Page (1969-1970)
- My Daughter, Your Son (1969-1969)
- What Makes Sammy Run? (1964-1965)
- Harbor Lights (1956)
- Guys and Dolls (1950-1953)